# Marzella (Kirchner)
Marzella è un dipinto di Ernst Ludwig Kirchner, realizzato tra il 1909 e il 1910. È custodito al Moderna Museet di Stoccolma.

## Descrizione
La tela appare come chiaro richiamo all'opera di Edvard Munch La pubertà. In entrambi i quadri è ritratta una ragazza nuda seduta su un letto, con le mani incrociate sul pube. In Marcella (Marzella) il soggetto diventa chiaramente il ritratto di una giovane donna, giocato sui toni del verde acido, del viola e dell'arancione; i colori, benché acidi, si dimostrano eleganti.    
Ernst Kirchner propone dunque una visione più violenta, pessimistica, quasi scioccante della realtà. Se l'opera ispiratrice presenta tratti di ingenuità, qui c'è la malizia, dove lo sguardo sotto il pesante trucco fa trasparire la sua coscienza corrotta che accetta la propria condizione. L'ambiente rustico, rappresentato da Munch, qui diviene lussuoso tramite i cuscini e gli oggetti appesi. Kirchner nei suoi quadri voleva denunciare l'inquietudine dell'uomo moderno dell'ipocrisia della società contemporanea, corrotta, conservatrice, dominata da falsi valori.